# Piotr Boczkowski

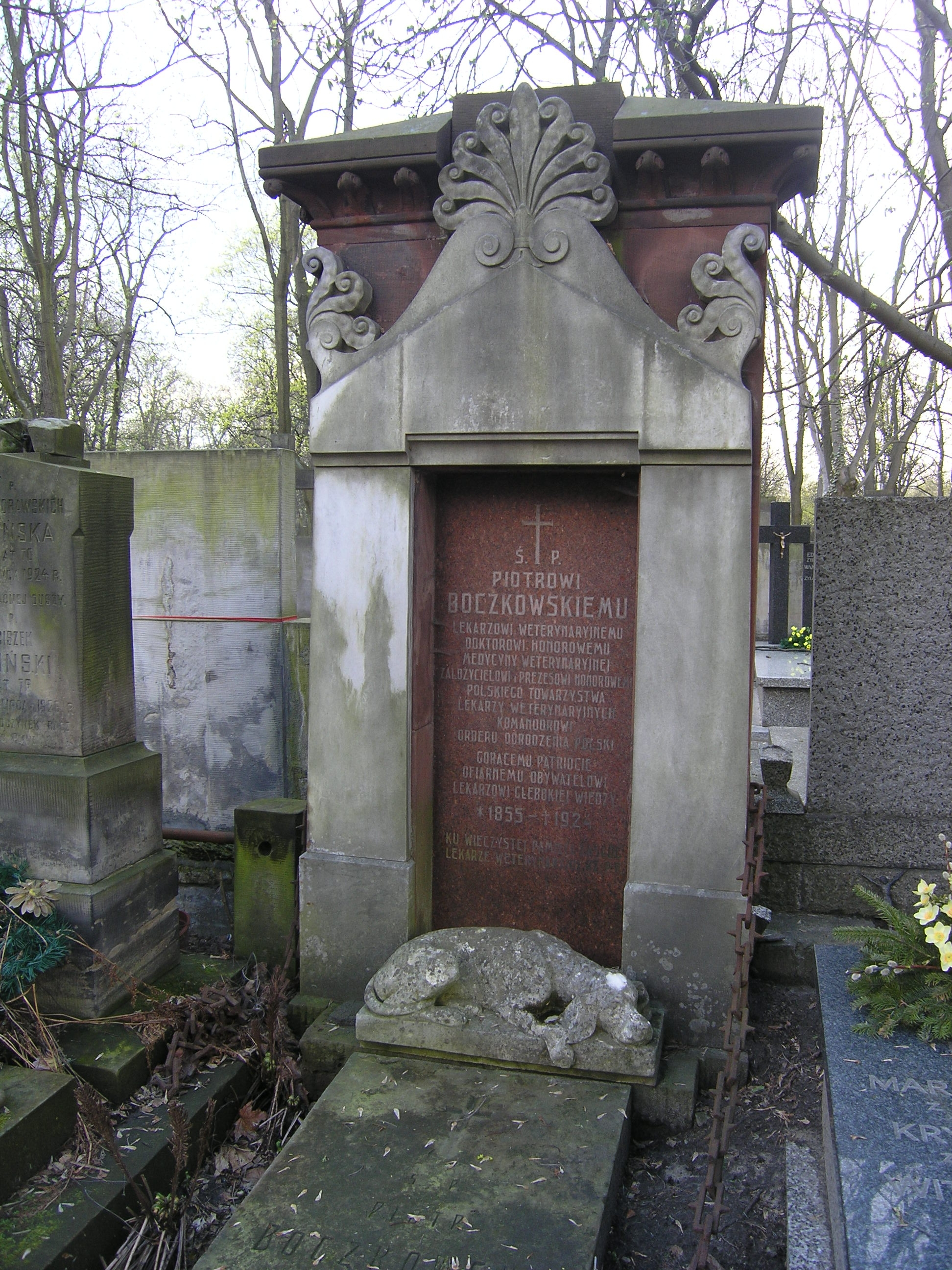
Grób weterynarza Piotra Boczkowskiego na Starych Powązkach w Warszawie (stan na kwiecień 2012)

Piotr Boczkowski (ur. 29 czerwca 1855 w Nowoszycach, zm. 21 września 1924 w Warszawie) – polski lekarz weterynarii, doktor honoris causa lwowskiej Akademii Medycyny Weterynaryjnej, współtwórca i prezes Warszawskiego Towarzystwa Weterynarskiego.

## Życiorys
Był synem Ludwika i Julii z Romanowskich; wcześnie stracił ojca, powstańca styczniowego zmarłego w 1865 na emigracji, i wychowywany był przez Aleksandra i Marię Skupniewskich. Ukończył gimnazjum w Lublinie. W latach 1874–1878 studiował na Oddziale Weterynaryjnym Akademii Medyko-Chirurgicznej w Petersburgu, dyplom lekarza weterynarii uzyskując cum eximia laude. W czasie nauki akademickiej był członkiem tajnych kółek samokształceniowych, słuchał wykładów z literatury i historii Polski. Z dyplomem Akademii, jako stypendysta państwowy, powołany został do wojska carskiego. Służył w kawalerii i artylerii, m.in. w czasie wojny rosyjsko-tureckiej; od 1900 przebywał w inspektoracie weterynaryjnym w Porcie Artura, a w czasie wojny rosyjsko-japońskiej służył na tyłach armii mandżurskiej jako lekarz weterynarii do zleceń przy Głównym Zarządzie Weterynaryjnym w randze radcy stanu. Po zakończeniu wojny na pewien czas skierowany został do dowództwa okręgu warszawskiego, a ostatni rok służby odbył w Orenburgu. W 1907 przeszedł na emeryturę.
Od 1886 publikował artykuły przyczynkowe w weterynaryjnych periodykach polskich i rosyjskich („Przegląd Weterynarski”, „Rolnik i Hodowca”, „Archiw Wietierinarnych Nauk”). W latach 1891–1895 na łamach lwowskiego „Przeglądu Weterynarskiego” ogłosił cykl artykułów Badanie oczu u zwierząt domowych ze szczególnym uwzględnieniem wziernikowania, w 1898 wydany odrębnie we Lwowie jako Okulistyka Weterynaryjna. W latach służby w Porcie Artura zgromadził zbiór 776 eksponatów związanych z etnografią, rolnictwem, hodowlą, weterynarią chińską i mandżurską, który zaprezentował publicznie w Porcie Artura, a potem w Petersburgu i Warszawie, by ostatecznie przekazać go w darze warszawskiemu Muzeum Przemysłu i Rolnictwa. W tym samym czasie do "Gazety Polskiej" przesyłał korespondencje na temat współczesnych Chin.
Pierwsze lata po odejściu z wojska spędził w Dorpacie, gdzie uzupełniał wiedzę w zakresie bakteriologii, a następnie anatomii, fizjologii i patologii ryb. Z Henrykiem Kotłubajem stworzył cenną kolekcję ichtiologiczną, która w 1922 trafiła do Studium Weterynaryjnego Uniwersytetu Warszawskiego. W latach 1909–1912 Boczkowski prowadził zajęcia z chorób ryb na kursach dla weterynarzy, organizowanych w pracowni Weterynaryjnej Ministerstwa Spraw Wewnętrznych w Petersburgu. Uczestniczył jednocześnie w działalności towarzystw Higienicznego, Przeciwgruźliczego i Rybackiego. Swoje zbiory prezentował na higienicznych i rybackich wystawach na ziemiach polskich i na terenie cesarstwa rosyjskiego. Artykuły Boczkowskiego ukazywały się na łamach „Hodowcy”, „Rolnika i Hodowcy”, „Okólnika Rybackiego”, „Zdrowia”, „Encyklopedii Rolniczej”.
Od 1911 Piotr Boczkowski wykładał higienę zwierząt i weterynarię na Kursach Przemysłowo-Rolniczych W Warszawie oraz rybactwo na oddziale agronomicznych Szkoły Rontalera. W 1915, w związku z opuszczeniem Warszawy przez Rosjan, był pierwszym polskim kierownikiem służby weterynaryjnej na terenie miasta.
Należał do najaktywniejszych twórców pierwszej polskiej organizacji społeczno-naukowej zajmującej się weterynarią na terenie Królestwa Kongresowego – Warszawskiego Towarzystwa Weterynarskiego (1909). W pierwszym zarządzie objął funkcję sekretarza, a po śmierci Henryka Kotłubaja w 1911 postąpił na prezesa. Na potrzeby Towarzystwa przekazał swój księgozbiór (około dwa i pół tysiąca woluminów), zbiory naukowe, urządzenia i przyrządy, kolekcję wizerunków wybitnych weterynarzy. W pierwszych latach istnienia redagował „Pamiętnik Warszawskiego Towarzystwa Weterynarskiego” i głosił liczne referaty na posiedzeniach organizacji. W 1915 towarzystwo delegowało go do Komisji Szkół Wyższych w Warszawie, gdzie dokładał starań w celu powołania uniwersyteckich studiów weterynaryjnych w Warszawie. Te same działania kontynuował od 1921 w Komisji Organizacyjnej Studium Weterynaryjnego przy Wydziale Lekarskim Uniwersytetu Warszawskiego.
W 1919 lwowska Akademia Weterynarii obdarzyła go godnością doktora honoris causa w zakresie medycyny weterynaryjnej. 2 maja 1923 odznaczony został Krzyżem Komandorskim Orderu Odrodzenia Polski „w uznaniu zasług, położonych dla Rzeczypospolitej Polskiej na polu pracy naukowej i społecznej”.
Łączna bibliografia prac Piotra Boczkowskiego liczy pięćdziesiąt pozycji. Są wśród nich artykuły praktyczne i przyczynki (m.in. Liszaj wyłysiający, „Przegląd Weterynarski", 1886; O chorobach zakaźnych zwierząt, "Rolnik i Hodowca", 1887; Szczepienia ochronne wykonane przy wągliku w Rosji, „Przegląd Weterynarski”, 1888; Choroby ryb, ich przyczyny i środki lecznicze, „Pamiętnik Wystawy Rybackiej”, 1910; Istota chorób zakaźnych i postępy w zwalczaniu ich u zwierząt domowych, „Księga jubileuszowa «Rolnika i Hodowcy»”, 1910), materiały dydaktyczne (Krótki kurs rybactwa, 1913; Medycyna weterynaryjna czyli medycyna zwierzęca, wykłady warszawskie z lat 1915-1916) i wystawiennicze, artykuły o powołaniu zawodu weterynarza i potrzebach edukacji weterynaryjnej. Kilka artykułów Boczkowski poświęcił ponadto swoim zmarłym kolegom, w tym zaprzyjaźnionemu od czasów studenckich rektorowi lwowskiej Akademii Weterynarii, Stanisławowi Królikowskiemu („Wiadomości Weterynaryjne”, 1924; ponadto m.in. Życiorys i dorobek piśmienniczy Henryka Kotłubaja, „Przegląd Weterynarski”, 1911; Alfred Krajewski, „Wiadomości Weterynaryjne”, 1921; Stanisław Fibich, „Wiadomości Weterynaryjne”, 1924).
Piotr Boczkowski zmarł 21 września 1924 w Warszawie, pochowany został na Powązkach (kwatera 235-1-14). Koledzy weterynarze ufundowali mu pomnik nagrobny.